# John Joseph Boardman
John Joseph Boardman (* 7. November 1894 in Brooklyn, USA; † 17. Juli 1978) war ein US-amerikanischer Geistlicher und Weihbischof in Brooklyn.

## Leben
John Joseph Boardman empfing am 21. Mai 1921 das Sakrament der Priesterweihe.
Am 28. März 1952 ernannte ihn Papst Pius XII. zum Titularbischof von Gunela und bestellte ihn zum Weihbischof in Brooklyn. Der Bischof von Brooklyn, Thomas Edmund Molloy, spendete ihm am 11. Juni desselben Jahres die Bischofsweihe; Mitkonsekratoren waren der Weihbischof in Brooklyn, Raymond Augustine Kearney, und der Koadjutorbischof von Wheeling, Thomas John McDonnell.
Im Oktober 1977 nahm Papst Paul VI. das von John Joseph Boardman aus Altersgründen vorgebrachte Rücktrittsgesuch an.